# Gómez González

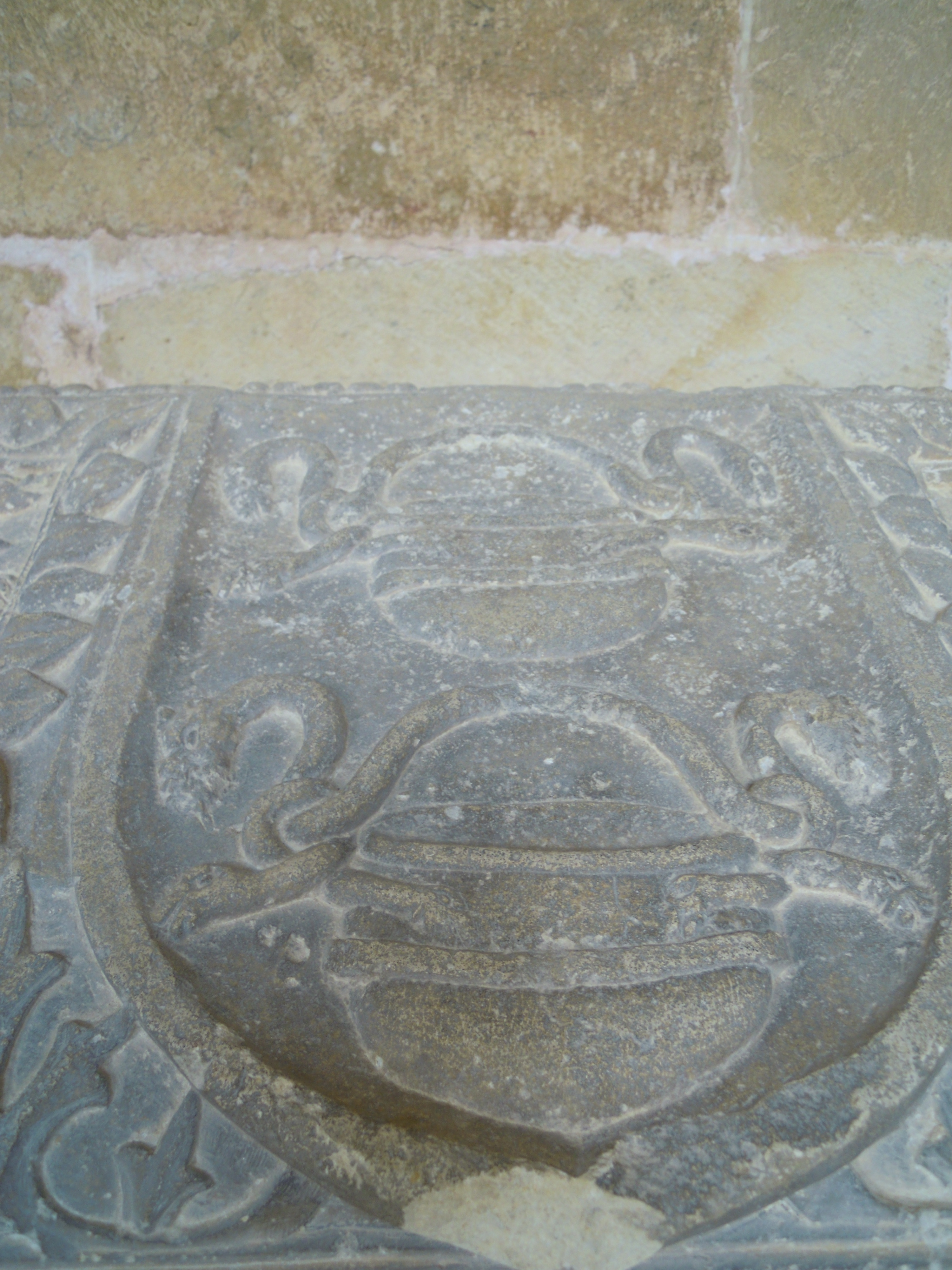
Sepulcro del conde Gómez y su mujer Urraca Muñoz con las armas anacrónicas que se les atribuyen en el monasterio de San Salvador de Oña

Gómez González (ca. 1067-Fresno de Cantespino, 26 de octubre de 1110), también llamado Gómez González Salvadórez y conde de Candespina, por haber fallecido en la homónima batalla de Candespina, fue un conde castellano que ejerció como alférez del rey Alfonso VI de León. 

## Ascendencia
Fue hijo del conde Gonzalo Salvadórez, tenente en La Bureba y de su segunda esposa, Sancha Sánchez. Sus abuelos paternos fueron Salvador González y su esposa Muniadona y los maternos fueron Sancho Macerátiz, tenente en Oca, probablemente de la casa real de Pamplona, y Andregoto.

## Biografía
Nacido hacia 1067, fue nombrado alférez del rey Alfonso VI en 1092, cargo que ocupó hasta 1098 o 1099. Ejerció varias tenencias en diferentes fechas a partir del año 1087: La Bureba, Viesgo en Asturias de Santillana, Mena, Pancorbo, Pedralada, Río Tirón y Poza de la Sal. En 1075 aparece por primera vez ostentando la dignidad condal.
A la muerte del rey Alfonso VI en 1109 y previo al matrimonio de Urraca I de León con Alfonso el Batallador, Gómez González había sido uno de los candidatos a desposarla. Esta unión fue apoyada por la nobleza castellana en contra del padre de Urraca, el rey leonés Alfonso VI, quien en su lecho de muerte dispuso que para que Urraca heredara el trono leonés había de acordar sus esponsales con el experimentado rey aragonés Alfonso I.
Su última aparición en la documentación es el 15 de octubre de 1110 y pocos días después murió combatiendo en la batalla de Candespina por el partido de Urraca frente a la facción favorable a su esposo.
Jerónimo Zurita describe la batalla de la siguiente manera:

Comenzándose a herir de ambas partes la batalla, desamparó luego el conde don Pedro González (de Lara) el estandarte real, y salió huyendo del campo y el conde don Gómez con los castellanos de su batalla estuvo firme en ella, pero fueron a la postre desbaratados y vencidos y quedó el conde Gómez vencido y muerto en el campo.

## Matrimonio y descendencia
Contrajo matrimonio con Urraca Muñoz, hermana del conde Rodrigo Muñoz y de Jimena Muñoz, amante del rey Alfonso VI. Una vez viuda, Urraca volvió a casar con el conde Beltrán de Risnel.
De este matrimonio nacieron:
- Rodrigo Gómez, conde de Bureba.[10][11] En 1126 confirma un documento donde se titula filius comitis Gomez Gonzalivz et filius comitisse Urrache Moniuz. Contrajo matrimonio con Elvira Ramírez hija del conde Ramiro Sánchez de Pamplona[12] y de Cristina Rodríguez, hija de  Rodrigo Díaz el Campeador. Aparecen juntos por primera vez en 1137 cuando ambos donan al monasterio de Oña heredades y palacios en Villaverde en el alfoz de Ubierna.
- Diego Gómez. Falleció antes del 19 de diciembre de 1135 cuando sus hermanos, Rodrigo, Sancha y Estefanía, donaron la villa de La Vid al monasterio de Oña en sufragio por el alma de su hermano Diego Gómez.[13][14]
- Estefanía Gómez[11]
- Sancha Gómez.[11]
- Gonzalo Gómez, quien confirma en el monasterio de San Millán de la Cogolla en 1114 llamándose Gonzalvo Gomez, filius comitis, siendo el único conde Gómez en esas fechas, el conde Gómez González. De él vienen los Manzanedo.[15]